# ロシア連邦通信・情報技術・マスコミ分野監督庁
ロシア連邦通信・情報技術・マスコミ分野監督庁（ロシアれんぽうつうしん・じょうほうぎじゅつ・マスコミぶんやかんとくちょう、ロシア語: Федеральная служба по надзору в сфере связи, информационных технологий и массовых коммуникаций、略称: Роскомнадзор、ロスコムナゾール、ロスコムナゾル）は、ロシアのマスメディアの監視、統制、検閲の責任を負うロシア連邦の執行機関である。その担当範囲には、電子メディア、マスコミ、情報技術および電気通信、法律の順守の監視、処理される個人データの機密性の保護、無線事業の組織化が含まれる。

## 歴史
2007年3月、この機関（当時は「マスメディアおよび文化遺産保護の法律を順守するためのロシア連邦監視局」と呼ばれるロシア文化省の下位組織であった）は、公的登録を拒絶された国家ボリシェヴィキ党について紙面で言及しないようコメルサント紙に警告した。
2008年5月に再編され、電気通信、情報技術、およびマスコミュニケーション分野のためのロシア連邦監督局となった。2008年2月6日に決議419「電気通信、情報技術、およびマスコミュニケーション分野のためのロシア連邦監督局について」が採択された。
2019年12月、メディアは法令順守を評価するための出版物の分析を行っている専門家の当局による選択を批判した。ロスコムナゾールによって採用された数多くの専門家は疑似科学および党派運動に関係しており、エイズ否定派、超保守主義者、反ワクチンおよび代替医療活動家が含まれていた。3名のこういった専門家、Anna Volkova、Tatyana Simonova、Elena Shabalinaは、 人気ラッパーイゴール・クリードの歌詞を評価し、「変異効果」、「悪魔的影響」、「心理戦」を見出した。
2019年にはまた、ロスコムナゾールは「過去に不確かな情報を拡散していた情報源の一覧」の第一版を発表した。これらの情報源の大部分は、2019年6月にジェルジンスクで起きたある事件について不正確に報じたと非難された数多くのソーシャルメディアグループやマディアウェブサイトが含まれていた。
2021年の全国的な親ナワリヌイ抗議運動の後、ロスコムナゾールは親ナワリヌイ動画を削除しなかったとして7つのソーシャルメディア企業に罰金を科した。ロスコムナゾールはウェブサイトに発表した声明において、 「Facebook、Instagram、Twitter、TikTok、Vkontakte、Odnoklassniki、およびYouTubeは未成年者に許可されていない集会に参加するよう呼びかけることを防ぐための法令を遵守しなかった場合、罰金が科せられる」と述べた。
2022年3月10日、920ギガバイトのデータが流出、公表され、ハッキング集団アノニマスが犯行声明を出した。

## 目的
ロスコムナゾールは、電子メディアとマスコミを含むメディア分野の監督、情報技術および通信機能統制、個人データ分野におけるロシア連邦の法律制定の個人データ処理要件の順守の監視、無線サービスの活動調製の役割について責任を負う連邦執行機関である。被験者の個人データの保護に関しても責任を負う。また、ロシアのインターネット検閲フィルターを管理する。ロシア自律システムの目録のようなロシア自律インターネットサブネットワーク、Russian National Domain Name Systemにおける代替DNSルートサーバ、ローカルインターネットサービスプロバイダの相互接続、インターネットエクスチェンジの手順を設計、実装する。主な目標は世界のインターネットから切断あるいは孤立した後でもロシア自律インターネットサブネットワークへのアクセスを提供することにある（主権インターネット法）。

## 執行活動

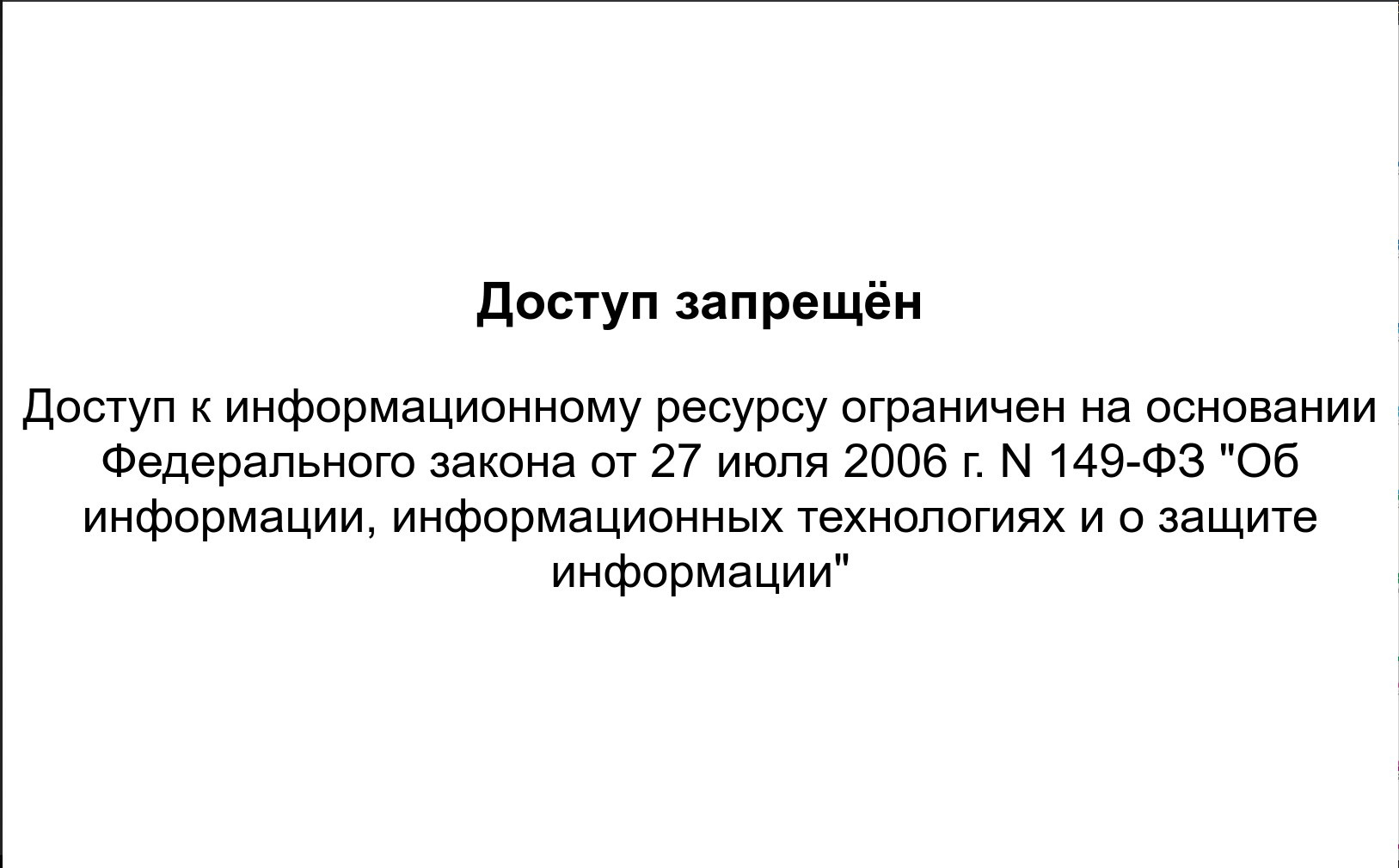
ブロックされたウェブサイトのページ

2013年4月5日、ロスコムナゾールの報道官は、ロシア語版ウィキペディア上の記事「大麻吸引」（ロシア語版: Курение каннабиса）に関してウィキペディアがブラックリストに登録されたことを認めた。2013年3月31日、ニューヨーク・タイムズ紙は、ロシアが「インターネットを選択的にブロックしている」ことを報じた。2014年、クリミア危機の間、ロスコムナゾールはウクライナにおけるロシアの政策を批判する数多くのウェブサイト（アレクセイ・ナワリヌイのブログ、Kasparov.ru、Грани.руなど）をブロックした。また、2016年6月22日、ポーカーアプリを理由としてAmazon Web Servicesが数時間にわたって完全にブロックされた。

### GitHub
GitHubは、2014年10月に短時間ブロックされた。12月2日には、「自殺の方法」を説明しているいくつかの風刺メモを理由として再びブロックされた。これは、ロシアのソフトウェア開発者間で大きな緊張を引き起こした。12月4日にブロックが解除され、GitHubはロスコムナゾール関連問題専用の特別ページを公開した。全てのコンテンツはロシア以外のネットワークからは利用可能である。

### ロシア語版ウィキペディア
2015年8月18日、チャラス（ロシア語版: Чарас (наркотическое вещество)）に関するロシア語版ウィキペディアの記事がプロパガンダまたは麻薬を含んでいるとしてロスコムナゾールによってブラックリストに登録された。この記事はその後、国連の資料と教科書を使って一から書き直されたが、8月24日にロシアのインターネットサービスプロバイダに送付される禁止題材の一覧に収載された。ウィキペディアは通信を暗号化するためにHTTPS
2022年3月1日、ロスコムナゾールは記事「Вторжение России на Украину (2022)」（ロシアのウクライナ侵攻 (2022)）に関してロシア語版ウィキペディアへのアクセスをブロックすると脅した。ロスコムナゾールはこの記事が「ロシア連邦の軍人と子供を含むウクライナの民間人の間の多数の死傷者についての報告」など「違法に配布された情報」を含むと主張した。ロスコムナゾールは3月31日にも同様の脅迫を行い、ロシア人に「誤った情報を伝えている」ウクライナ侵攻に関するいかなる情報も削除することを要求し、さもなければ最大4百万ルーブル（約4万9千米ドル）の罰金を科すとした。

### デイリー・ストーマー
2017年、ネオナチ系ウェブサイト「デイリー・ストーマー」はロシアのドメインへ短期間移動されたが、ロスコムナゾールはその後サイトへのアクセスを遮断し、サイトはダークウェブへと移行された。

### LINE
2017年4月28日から、ロスコムナゾールは、LINEを含むいくつかの通信サービスを禁止リストに掲載。通信各社は5月に入って、スマートフォンを使ったLINEなどへのアクセスを順次ブロックする措置をとっている模様だ。
ロシアのネット規制法では、SNS事業者に対して、ロシアの顧客の個人情報を国内に保存し、当局が求めた場合は提出することを義務づけている。LINEはこの条項に違反していると判断されたとみられる。報道によると、禁止サービスの一覧には新たに、「LINE」のほかに「BBM」「Imo.im」「Vchat」が加えられたという。
2017年5月3日から、ロスコムナゾールは、禁止サイトの統合登録簿にLINEサーバーを追加した。その後、ロシアのユーザーはメッセージの送受信に問題を抱え始めた。

### Telegram
2018年4月16日、ロスコムナゾールは、インスタントメッセンジャーTelegramが利用者のチャットの暗号化鍵をロシア当局へ引き渡すことを拒否したとして、ロシアのインターネットサービスプロバイダーに対してTelegramへのアクセスを遮断するよう命令した。インターネット監視員はマスIPブロックの手法を適用した。これによってAmazonといった主要ホスティング提供者を攻撃し、何百ものロシアのインターネットサービスを妨害した。ロスコムナゾールはこのやり方を中止したが、ロシア人利用者がTelegramへアクセスするのを停止させる別の手段の実行に失敗した。結局、ロスコムナゾールを含めた政府機関は「非合法」アプリに自身のチャンネルを作った。2020年中頃、ロスコムナゾール正式にTelegramのブロックの試みを断念した。

### Twitter
2021年3月10日、Twitterが違法コンテンツを削除する義務を履行しなかったとして、ロスコムナゾールはロシアにおける利用者に対してTwitterの「速度を低下」させ始めた。この行為によって時々、ロスコムナゾール自身のサイトを含むロシアの重要なウェブサイトの機能停止が引き起こされた。また、Qiwi支払いシステムといった主要な商業サービスの異常も起こり、一部の利用者がYandex、Google、YouTubeにアクセスできなくなった。加えて、Twitterと共に、ロスコムナゾールはドメイン名が「t.co」（Twitterのドメインの1つ）で終わる膨大な数のウェブサイトへのアクセスを制限し、4万8千以上のホストを攻撃した。影響を受けたのはGitHub、ロシア・トゥデイ、Reddit、Microsoft、Google、Dropbox、Steamなどであった。
2022年2月26日、ロシアのウクライナ侵攻を受けて、Twitterはロシアの一部利用者のTwitterへのアクセスが制限されている、と述べた。ロスコムナゾールは、Twitter社が「特別作戦」に関してロスコムナゾールが「フェイクポスト」と呼ぶものを削除しなかったと非難し、再びTwitterへのアクセス速度を低下させた。

## 推薦文献
- How Russians Are Outsmarting Internet Censorship - Global Voices Advocacy
- Federal Service for Monitoring Compliance with Cultural Heritage Protection Law (ロシア語)